# Prepusa
Prepusa es un género de plantas con flores perteneciente a la familia Gentianaceae.  Comprende 6 especies descritas y de estas, solo 4 aceptadas.

## Taxonomía
El género fue descrito por  Carl Friedrich Philipp von Martius y publicado en Nova Genera et Species Plantarum . . . 2: 120. 1826[1827].

## Especies aceptadas
A continuación se brinda un listado de las especies del género Prepusa aceptadas hasta marzo de 2014, ordenadas alfabéticamente. Para cada una se indica el nombre binomial seguido del autor, abreviado según las convenciones y usos.
- Prepusa alata Porto & Brade
- Prepusa connata Gardner
- Prepusa montana Mart.
- Prepusa viridiflora